# アシヤレーヌ
アシヤレーヌとは、兵庫県芦屋市六麓荘町などいわゆる高級住宅街に居住する専業主婦のこと。

## 概要
2002年に女性誌「VERY」が作った造語。いわゆるシロガネーゼの芦屋版である。
一般的に「芦屋」と呼ばれる地区は、行政区分としての芦屋市ではなく近隣の神戸市東灘区の山手地区（岡本、御影等）や西宮市（夙川、甲陽園、苦楽園）を含んだ文化圏の総称である。それは芦屋市の面積そのものが狭く南北に細いという事も起因している。また、六麓荘町など山手の一部が際だった高級住宅地となっていると言われているが、六麓荘町は歴史的に新興住宅地であり、芦屋市の住環境はさまざまである。

## その他
- 「アシヤレーヌ」という言葉を地元民や近隣住民（芦屋市・西宮市・神戸市東部の人間）が使うことは全くなく、「アシヤレーヌ」という造語は地元では冷笑の対象であり、知らない人間の方が多い。